# Alison Knowles
Alison Knowles   (Nova York, 29 d'abril de 1933) és una artista estatunidenca, reconeguda per ser una de les principals integrants del col·lectiu Fluxus. Graduada a l'Institut de Belles Arts Pratt de Brooklyn, la seva trajectòria s'inicià al voltant de l'expressionisme abstracte, però durant els anys 60 es decantà cap a l'art figuratiu, amb referències a elements de la vida quotidiana, com les mongetes, sabates, llibres o peixos.
La seva obra és característica per l'elaboració d'actuacions artístiques a partir del so, instal·lacions, actuacions i publicacions, entre d'altres.